# Emelie Schepp
Emelie Schepp (Motala, 5 september 1979) is een Zweedse schrijfster van misdaadromans. Haar boeken situeren zich rond de stad Norrköping met als hoofdpersonage officier van justitie Jana Berzelius. Schepp debuteerde in 2013 met haar roman Märkta för livet, in het Nederlands vertaald als Memento, waarvan in zes maanden tijd 40.000 exemplaren werden verkocht. In het najaar van 2014 tekende ze een overeenkomst voor drie boeken bij Wahlström & Widstrand; waar ze in datzelfde jaar haar debuutroman opnieuw uitbracht.
Wereldwijd zijn van haar vier boeken, met het personage Berzelius, meer dan een miljoen exemplaren over de toonbank gegaan. De rechten van de serie zijn aan meer dan dertig landen verkocht en de boeken zijn vertaald in, onder andere, het Nederlands, Deens, Duits, Engels, Ests, Fins, Frans, Hongaars, IJslands, Italiaans, Japans, Pools, Spaans en Turks.